# 人工智慧於國會評鑑的應用
| 人工智慧於國會評鑑的應用 |
| --- |
| 閱論編 |
| 人工智慧於國會評鑑的應用，是指在國會評鑑與立法委員監督中，使用自然語言處理（NLP）、機器學習與生成式人工智慧等技術來進行資料蒐集、文本分析與評分，協助公民團體或研究機構提升透明度與監督效率。 |

## 發展背景
台灣的立法委員評鑑傳統上由公民團體透過人工蒐集與專業評比完成，如公民監督國會聯盟（公督盟）。 近年來隨著立法院公開資料逐步增加，以及生成式人工智慧的應用普及，部分團體開始嘗試以人工智慧協助或自動化進行國會評鑑。

## 歷史沿革
- **2007年**：公民監督國會聯盟成立，開始推動立委評鑑，主要依靠人工蒐集資料與專家審查。
- **2010年代**：逐步利用資訊系統處理立法院會議紀錄與出缺席資料，但仍以人工分析為主。
- **2020年後**：隨著立法院逐步開放更多資料，學術界與民間團體開始嘗試採用資料探勘與機器學習進行輔助分析。
- **2025年**：有民間團體首次公開嘗試以生成式人工智慧生成立委評鑑名單，但結果與公督盟傳統評鑑差異甚大，引發社會討論。[2]

## 主要應用
人工智慧在國會評鑑的應用包括：
- **議事紀錄文本分析**：利用自然語言處理技術分析委員發言次數、內容關鍵字與政策議題分布。
- **法案提案與連署追蹤**：自動比對法案進度與委員參與度。
- **出席與表決紀錄統計**：透過公開資料比對會議出缺席情形。
- **輿情與媒體監測**：蒐集新聞與社群媒體資料，輔助評估立委公共形象。

## 公民團體的實驗
2025年7月，有民間團體嘗試以人工智慧生成立委評鑑名單，結果與傳統公督盟評鑑差異甚大，引發社會討論。 公督盟強調，其評鑑乃經過多層專業審查，人工智慧可作為輔助工具，但尚不足以取代嚴謹的人工評鑑程序。

## 挑戰與爭議
- **資料品質**：立法院公開資料格式不一，部分會議紀錄缺漏，影響人工智慧分析準確度。
- **演算法偏誤**：若訓練數據不完整，可能導致評分偏差。
- **透明度**：AI 評鑑模型若不公開演算法與依據，易引發爭議。
- **取代與輔助之爭**：是否應以 AI 完全取代人工評鑑，或僅作為參考工具，是目前爭論焦點。